# Livro da Restauração e do Balanceamento

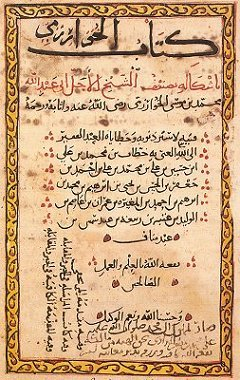
Primeira página de Kitāb al-mukhtaṣar fī ḥisāb al-jabr wa-l-muqābala

O Livro da Restauração e do Balanceamento  de nome completo  Livro Compêndio sobre Cálculo por Restauração e Balanceamento (em árabe: الكتاب المختصر في حساب الجبر والمقابلة; romaniz.: al-Kitāb al-mukhtaṣar fī ḥisāb al-jabr wa-l-muqābala) é um livro histórico de matemáticas escrito em árabe entre 813 e 833 pelo matemático e astrônomo muçulmano al-Khwarizmi, pertencente à Casa da Sabedoria de Bagdade, capital do califado abássida nesse tempo.
Nesta obra, al-Khwarizmi expõe os alicerces da álgebra, sendo o primeiro a estudar sistematicamente a resolução de equações lineares e quadráticas. A palavra álgebra deriva de uma das operações básicas com equações (al-ğabr) descritas neste livro.

## Relevância e análise
Ao não citar nenhum autor anterior, não é claro que trabalhos prévios foram usados por al-Khwarizmi. Os historiadores das matemáticas pronunciam-se baseados na análise textual do livro assim como no corpo de conhecimentos gerais do mundo muçulmano contemporâneo. Mais certeiras são as ligações com a matemática indiana, dado que al-Khwarizmi é autor de outro livro intitulado  Kitāb al-Jamʿ wa-l-tafrīq bi-ḥisāb al-Hind  , literalmente : "O livro da adição e sustração segundo o cálculo indiano", no que discute o sistema de numeração indo-arábico .
O livro é um compêndio e uma extensão das regras conhecidas de resolução de equações quadráticas e outros problemas. Foi introduzido no Mundo Ocidental graças à tradução para o latim de Roberto de Chester (mediados do s. XII) titulada  Liber algebrae almucabola  , e deu origem, em diversas línguas, às palavras álgebra (derivado de al-jabr) e algoritmo (derivado de al-Khwarizmi).
O Compêndio teve grande influência durante muitos séculos. Esta influência é devida essencialmente à apresentação e à organização do livro, pois nele se expõem de modo claro e preciso um conjunto de métodos de resolução das equações quadráticas.
| “ | Pela primeira vez, ficam reunidos numa mesma obra um conjunto de elementos (definições, operações, algoritmos, demonstrações) que estavam até então quer dispersados e sem relação entre eles, quer não formulados explicitamente, e independentes das questões tratadas. | ” |

## Conteúdo
Seguindo a tradição da época, a Introdução começa com louvores a Deus, ao Profeta e ao califa Almamune. De seguida, al-Khwarizmi apresenta o conjunto da obra, indicando que lhe foi comandado pelo Califa: trata-se de um compêndio ou manual, destinado a "fazer mais claro o que era obscuro e (...) facilitar o que era difícil" com o objeto de resolver problemas concretos de cômputo de heranças, medida da terra ou comércio.
Num primeiro tempo, o autor expõe o sistema de numeração decimal de números, e a seguir define os objetos da álgebra. Considera três tipos de objetos: os números (escritos com palavras, designados com o nome da unidade monetária dirrã), as raízes (o qual atualmente se escreveria como x) e os quadrados (o qual atualmente se escreveria x2).
Alcuarismi classifica as equações quadráticas em seis tipos básicos e proporciona métodos algébricos e geométricos para resolver as mais simples, sem usar notações abstratas: "a álgebra de al-Khwarizmi é apenas retórica, sem qualquer dos recursos que se encontram na Arithmetica grega de Diofanto ou nos trabalhos de  Brahmagupta. Até mesmo os números estão escritos com palavras em lugar de símbolos!" Os seis tipos, em notação moderna, são:
1. quadrados igual a raízes (ax2=bx)
2. quadrados igual a números (ax2=c)
3. raízes igual a números (bx =c)
4. quadrados e raízes igual a números (ax2 + bx =c)
5. quadrados e números igual a raízes (ax2 + c =bx)
6. raízes e números igual a quadrados (bx + c =ax2)

Os matemáticos muçulmanos, ao contrário dos hindus, não consideravam números negativos, daqui que as equações do tipo  bx + c =0 não apareçam na classificação, pois não possuem soluções positivas se todos os coeficientes forem positivos. Analogamente, os tipos 4, 5 e 6, que numa perspectiva moderna parecem equivalentes, eram diferentes dado que os coeficientes deviam ser todos positivos.
A operação  al-jabr (em escrita árabe: 'الجبر'), que significa "restauração", consiste em passar uma quantidade deficitária de um lado da equação para o outro. Num dos exemplos de al-Khwarizmi (em notação moderna), "x2=40x − 4x2" é transformado por al-jabr em "5x2=40x". A aplicação repetida desta regra elimina as quantidades negativas dos cálculos.
Al-Muqabala (em escrita árabe: 'المقابله'), entende-se como "balanceio" ou "comparação"; consiste na subtração da mesma quantidade positiva de ambos os lados: "x2 + 5=40x + 4x2" torna-se "5=40x + 3x2". Aplicações sucessivas desta regra logra que as quantidades de cada tipo ("quadrado"/"raiz"/"número") apareçam na equação no máximo uma vez, o que demonstra que, ao serem restritas a coeficientes e soluções positivas, só existem seis tipos diferentes solúveis do problema.
A última parte do livro discute exemplos práticos de aplicação destas regras, problemas aplicados à medida de áreas e volumes e problemas que envolvem cômputos de direito muçulmano de sucessão. Nenhum destes capítulos requer de conhecimentos sobre resolução de equações quadráticas.

## Tradução e legado
Os sucessores de al-Khwarizmi perpetuaram e amplificaram o tratado em outras obras por vezes com o mesmo título. traduzido por Gerardo de Cremona no século XII.
Apenas fica uma cópia em árabe. Encontra-se na Universidade de Oxford e está datada de 1361. Em 1831, Frederic Rosen publica uma tradução para o inglês baseado neste manuscrito. No prefácio, adverte que a escrita é "simples e legível", mas que os signos diacríticos árabes foram omitidos, pelo qual a compreensão de certas passagens se torna difícil.
O título oferece dificuldade na tradução. Algumas enciclopédias recolhem al-jabr como sinônimo de redução. Dahan-Dalmédico e Pfeiffer, pela sua vez, escrevem "manual de cálculo de al-jabr e al-muqabala".
Notas de R. Rashed e Angela Armstrong:
| “ | "O texto de al-Khwarizmi pode ser visto não somente como diferente das tabelas babilônicas, mas também da Arithmetica de Diofanto. Não é apenas uma série de "problemas" por resolver, mas uma "exposição" que começa com termos primitivos nos quais as combinações dão todos os possíveis protótipos de equações, que em diante constituem explicitamente o verdadeiro objeto de estudo. Por outro lado, a ideia de uma equação em si mesma, aparece desde o princípio e, poderia dizer-se, de modo genérico, que não emergem simplesmente durante a solução de um problema, mas é solicitada explicitamente para definir uma classe infinita de problemas." | ” |

Notas de J. J. O'Connor e E. F. Robertson:
| “ | "Talvez um dos avanços mais significativos conseguidos pelos matemáticos árabes começou neste tempo com o trabalho de al-Khwarizmi, netamente os começos da álgebra. É importante entender o significativo que foi esta ideia. Foi revolucionária, longe do conceito grego das matemáticas, que era essencialmente geométrico. A álgebra foi uma teoria unificadora que permitiu que os números racionais, os números irracionais e as magnitudes geométricas fossem todas tratadas como "objetos algebraicos". Deu-lhe às matemáticas uma via de desenvolvimento completamente nova, conceitualmente muito mais ampla que a que existia então, e proporcionou um veículo para futuros desenvolvimentos. Outro aspecto importante da introdução das ideias algébricas é que permitiu aplicar as matemáticas por si mesmas de um jeito que não fora possível anteriormente." | ” |

## Letura suplementar
- Barnabas B. Hughes, ed., Robert of Chester's Latin Translation of Al-Khwarizmi's Al-Jabr: A New Critical Edition, (em latim), Wiesbaden: F. Steiner Verlag, 1989. ISBN 3-515-04589-9.
- Boyer, Carl B. (1991). «The Arabic Hegemony». A History of Mathematics Second ed. [S.l.]: John Wiley & Sons, Inc. ISBN 0471543977
- R. Rashed,  The development of Arabic mathematics: between arithmetic and algebra , London, 1994.

## Ligações externa s
- Serge Mehl. «AL-KHWARIZMI Muhammad». ChronoMath (em francês). Consultado em 24 de fevereiro de 2012
- Gérard Hamon (2006). «D'Al Khwarizmi à Cardan, les débuts de l'Algèbre» (PDF). IREM de Rennes
- 19th Century English Translation,   The algebra of Mohammed ben Musa (1831)  .
- The Compendious Book on Calculation by Completion and Balancing . Original árabe com tradução para o inglês (PDF).
- Mahbub Ghani (5 de janeiro de 2007). «The Science of Restoring and Balancing – The Science of Algebra». Muslim Heritage